# Brencsán János
Brencsán János (Budapest, 1923. február 17. – Budapest, 2006. szeptember 15.) jogi doktor, magyar orvosi szakfordító, a Magyar Orvosi Nyelv főszerkesztő-helyettese.

## Iskolái
1941-ben érettségizett. Tanulmányait a Budapesti Evangélikus Gimnáziumban és a Pázmány Péter Tudományegyetem Jog- és Államtudományi Karán végezte.

## Karrier
1942-44-ig a Miniszterelnökség sajtóosztályán dolgozott. A németek bevonulásakor állásából felfüggesztették, katona nem volt.
1945-től újra a Miniszterelnökségnél vette fel a munkát, majd a Magyar Közlöny szerkesztője volt 1948-tól.
1952-től az Egészségügyi Könyvkiadó (később Medicina Könyvkiadó) szerkesztője, majd csoportvezető szerkesztője és végül 1962-től főszerkesztője lett.
Szakmai pályafutását 1983-ban nyugdíjasként sem fejezte be, mivel a Medicina Könyvkiadó külföldi kapcsolatait ápolta főszerkesztőként.
Társadalmi megbízatást teljesített 1989-től Magyar Johanniták Segítő Szolgálatának ügyvezető elnökeként, ahol a Johannita Lovagrend jogi lovagja lett ugyanebben az esztendőben.

## Ismertebb fordításai
F. Schmidt: A rák (1964)
W. Körner: Az életmentés ABC-je sürgős esetek orvosi ellátása (1966)
A. C. Andry–S. Schepp: Hogyan születik a kisbaba? (1971)
Edith Kent: Asszony lesz a lányból (1971)
E. Bender: Helga (1972)
T. Rozsnyatowszki: A férfi negyvenen felül (1978)
F. Kahn: A szerelem iskolája (1. kiadás: 1968, 3. kiadás: 1984)
K. Seelmann: Gólya hozza? (1. kiadás: 1979, 8. kiadás: 1986)
F. Wagner: Akupresszúra otthon (1. kiadás: 1988, 2. kiadás 1990)
F. Wagner: Reflexzóna-masszázs mindenkinek (1. kiadás 1989, 2. kiadás 1990)
E. Philipp: Biztonságos szex (1989)
L. Sillner: Fokhagyma a gyógyító csoda (1990)
Legismertebb műve, amelynek főszerkesztője volt a Brencsán-féle Orvosi Szótár, amelyről így emlékezik meg Bősze Péter (orvos) "Több mint 40 éve vesszük kezünkbe a Brencsán-szótárt, nem a Brencsán-féle Orvosi szótárt, hanem a Brencsán-szótárt. Ez a könyv már az életed-ben fogalommá vált, a fogalom pedig nem vész el: maradandót alkottál, amit orvosnemzedékeknek adtál és adsz tovább. Te mindig velünk vagy. Köszönet érte, köszönet az egész magyar orvostársadalom nevében." 
Több ismert lexikonszerű mű szerzője, szerkesztője illetve főszerkesztője volt. Néhány példa: Szex-lex, Házasélet ABC-je, Egészségügyi ABC, stb.

## Külső hivatkozások
- A család orvosi kisszótára
- Néhány mű a Líra honlapján
- Ápolástan